# Zhang Jike
Zhang Jike (张继科S; Shandong, 16 febbraio 1988) è un tennistavolista cinese.
Nel 2011 ha vinto in singolare sia i Campionati mondiali di tennis tavolo sia la Coppa del mondo di tennis tavolo. Nel 2012 vince il singolare ai Giochi olimpici di Londra, diventando così il quarto giocatore maschile nella storia del tennis tavolo a completare il grande slam.

## Palmarès
- Giochi olimpici estivi:

Londra 2012: oro nel singolare e a squadre.
Rio de Janeiro 2016: oro a squadre e argento nel singolare.
- Mondiali:

Yokohama 2009: argento nel doppio misto e bronzo nel doppio.
Mosca 2010: oro a squadre.
Rotterdam 2011: oro nel singolare e bronzo nel doppio.
Dortmund 2012: oro a squadre.
Parigi 2013: oro nel singolare.
Tokyo 2014: oro a squadre.
Suzhou 2015: oro nel doppio e bronzo nel singolo.
Kuala Lumpur 2016: oro a squadre.
- Campionati mondiali a squadre:

Mosca 2010: Oro
Dortmund 2012: Oro
- Coppa del mondo:

Magdeburgo 2010: Argento nel singolare
Parigi 2011: Oro nel singolare
Düsseldorf 2014: Oro nel singolare